# SeaBubbles

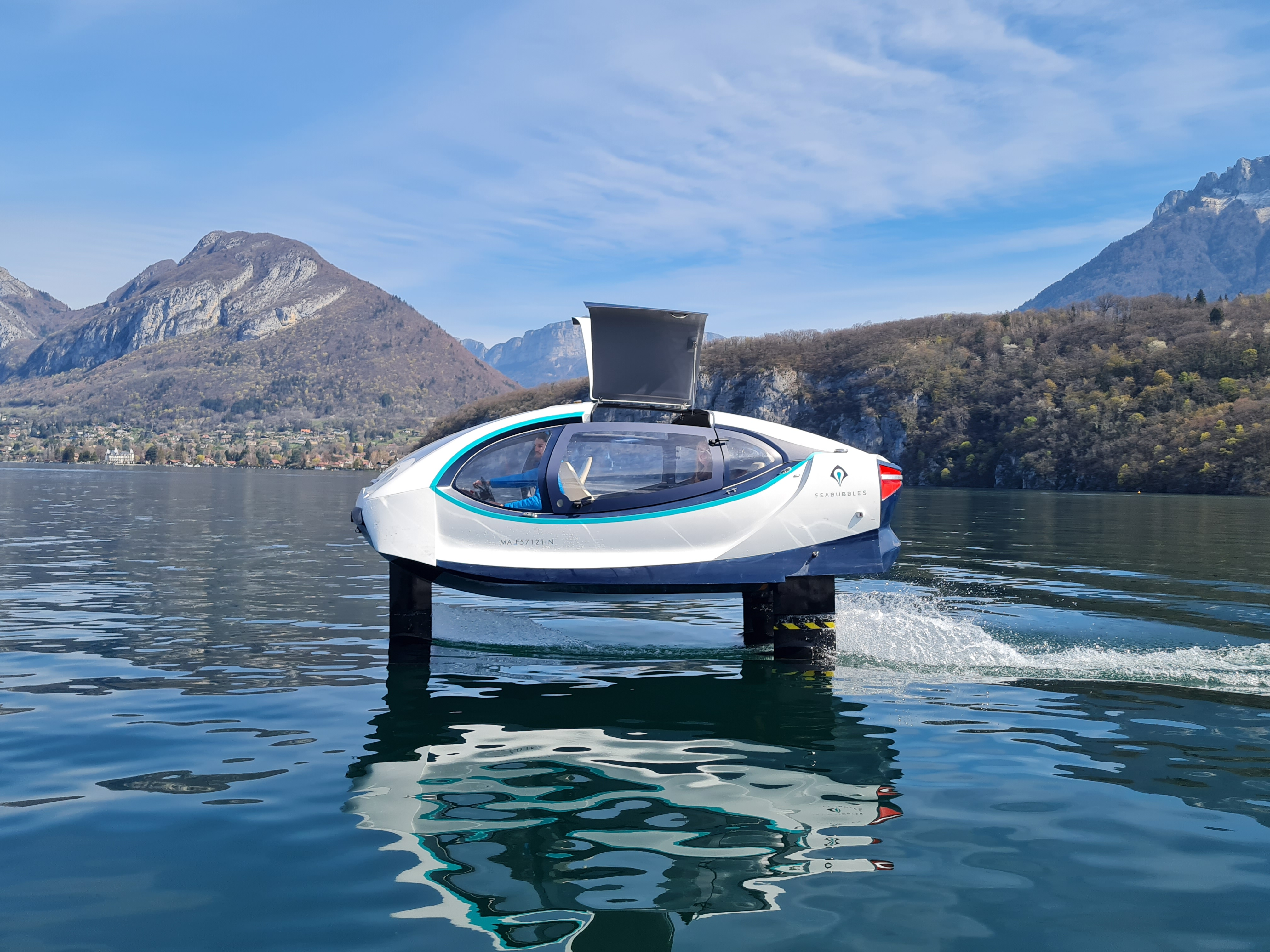
la Bubble en vol sur le lac d'Annecy

SeaBubbles est une start-up française basée sur le lac d'Annecy, qui conçoit et fabrique des hydroptères destinés au transport de passagers. Ces bateaux 100% électriques sont portés sur foils, ce sont des pionniers de la navigation zéro bruit, zéro vague, zéro émission.
La société est portée par le fonds d'investissement privé Mediapps Innovation depuis son rachat en 2020.

## Produits

### The Bubble
Le premier produit proposé par l’entreprise est The Bubble, un projet de taxi aquatique à foils, destiné au transport urbain de passagers par voie fluviale, lacustre ou maritime.
Il s’agit d’un foiler de taille réduite, à la vitesse de croisière de 20 km/h grâce à sa propulsion à moteur électrique placés sous les plans porteurs. Ce système lui permet de naviguer de façon silencieuse, sans émission de CO2 et sans produire de vagues. Il est issu de l'industrie navale par son système de propulsion, son système hydraulique et son design hydrodynamique. L'intérieur et la partie haute viennent de l'industrie automobile et les foils, de l'industrie aéronautique[réf. nécessaire].

### SmartBubble
En 2019, l’entreprise annonce travailler à un second produit, SmartBubble. Conçu sur le même principe que The Bubble, cet hydroptère est destiné au transport de 8 à 10 passagers selon la configuration choisie par son armateur.